# Liste der Monuments historiques in Chennevières-lès-Louvres
Die Liste der Monuments historiques in Chennevières-lès-Louvres führt die Monuments historiques in der französischen Gemeinde Chennevières-lès-Louvres auf.

## Liste der Bauwerke
| Bezeichnung             | Beschreibung              | Standort | Kennzeichnung | Schutzstatus | Datum | Bild           |
| ----------------------- | ------------------------- | -------- | ------------- | ------------ | ----- | -------------- |
| Kirche St-Leu-St-Gilles | Erbaut im 14. Jahrhundert | (Lage)   | PA00080025    | Classé       | 1980  | weitere Bilder |

## Liste der Objekte

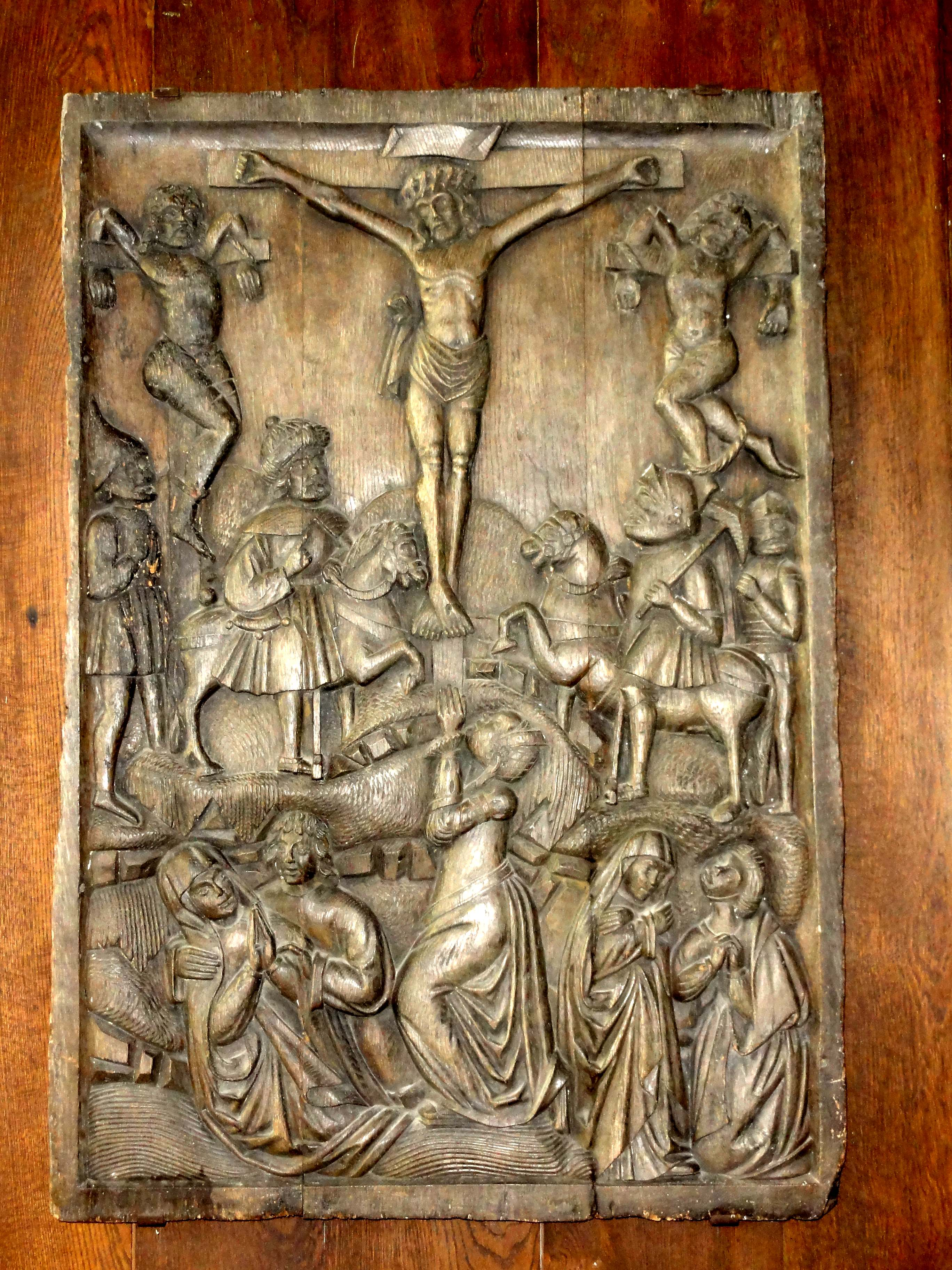
Kreuzigungsrelief aus dem 16. Jahrhundert in der Kirche St-Leu-St-Gilles

- Monuments historiques (Objekte) in Chennevières-lès-Louvres in der Base Palissy des französischen Kultusministeriums